# Maxillaria liparophylla
Maxillaria liparophylla är en orkidéart som beskrevs av Victor Samuel Summerhayes. Maxillaria liparophylla ingår i släktet Maxillaria och familjen orkidéer. Inga underarter finns listade i Catalogue of Life.